# Hr.Ms. Djember (1941)
De Hr.Ms. Djember was een Nederlandse hulpmijnenveger van de DEFG-klasse gebouwd door de Droogdok Maatschappij in Soerabaja. Het ontwerp van de DEFG-klasse was zo dat de schepen na de Tweede Wereldoorlog dienst zouden kunnen doen als gewestelijkvaartuig bij de Gouvernementsmarine. Het schip is vernoemd naar het Indonesische stad Djember op het eiland Java.
Het schip werd op 1 maart 1942, als onderdeel van de vijfde mijnenvegerdivisie, door de eigen bemanning tot zinken gebracht in de haven van Tandjong Priok.

## De Djember in Japanse dienst als Wa 104
Het schip werd door de Japanse strijdkrachten gelicht en gerepareerd. Op 20 februari 1943 werd het schip bij de Japanse marine in dienst genomen als Wa 104. De Japanse marine verving de 12,7 mm mitrailleur door 3 x 25 mm en 1 13 mm machinegeweren en het mijnenveegtuig werd vervangen door zes dieptebommen. Het schip is uiteindelijk, op 12 april 1945 door de Britse onderzeeboot Stygian tot zinken gebracht met een torpedo.